# Wilhelm Maxen

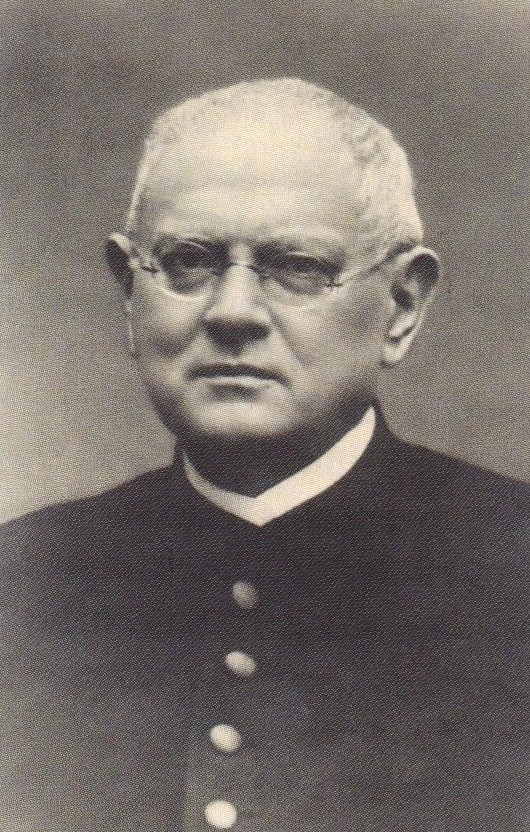
Wilhelm Maxen

Wilhelm Maxen (* 30. Juli 1867 in Hildesheim; † 21. November 1946 in Schellerten-Dingelbe) war ein katholischer Priester, deutscher Politiker, Mitglied der Zentrumspartei, Mitglied der Preußischen Landesversammlung und Mitglied des Deutschen Reichstags.

## Biographie
Der Sohn eines Tischlermeisters besuchte das bischöfliche Gymnasium Josephinum Hildesheim und studierte in Münster, wo er aktives Mitglied der katholischen Studentenverbindung Germania im KV wurde, und am Collegium Germanicum in Rom, wo er nach der 1894 erfolgten Priesterweihe mit der Promotion zum Doktor der Philosophie und der Theologie abschloss.
Ab 1895 war Maxen in Seelsorge, Schule, Vereinsleben, Caritas und Volksbildung in Linden tätig. Zunächst war er Kaplan an der Ludwig-Windthorst-Gedächtnis-Kirche St. Marien, wurde wegen seiner vielfältigen Tätigkeiten jedoch bald freigestellt und übernahm 1906 das Pfarramt in St. Godehard in Linden, von wo aus er im März 1917 als Pfarrer zu St. Marien wechselte. Er wurde Kreisschulinspektor für die katholischen Schulen in Linden und Hameln. Von 1898 bis 1910 war er Redakteur der Hannoverschen Volkszeitung und Mitbegründer der christlichen Gewerkschaften in Linden. 1917 gehörte er in Frankfurt a. M. zu den Mitbegründern der „Vereinigung von katholischen Studenten- und Studentinnenseelsorgern für das deutsche Sprachgebiet“. 
Er war ein aktives Mitglied der katholischen Zentrumspartei in der großteils protestantischen Provinz Hannover. Er setzte sich für die Idee einer überkonfessionellen christlichen Partei für das Deutsche Reich ein. Das Zentrum (das sich kurze Zeit in Christliche Volkspartei umbenannt hatte) ging außerdem aus taktischen Gründen in der Provinz Hannover mehrere Koalitionen mit der protestantischen Deutsch-Hannoverschen Partei (DHP) ein. In der Wahl zur Deutschen Nationalversammlung am 19. Januar 1919 rückte Maxen auf der gemeinsamen Liste der DHP/Zentrum im Wahlkreis 16 "Süd-Hannover" auf den Platz des DHP Abgeordneten Ludwig Alpers nach. Alpers hatte im Wahlkreis 37 "Bremen-Hamburg" für die DHP einen Sitz in der Nationalversammlung gesichert.

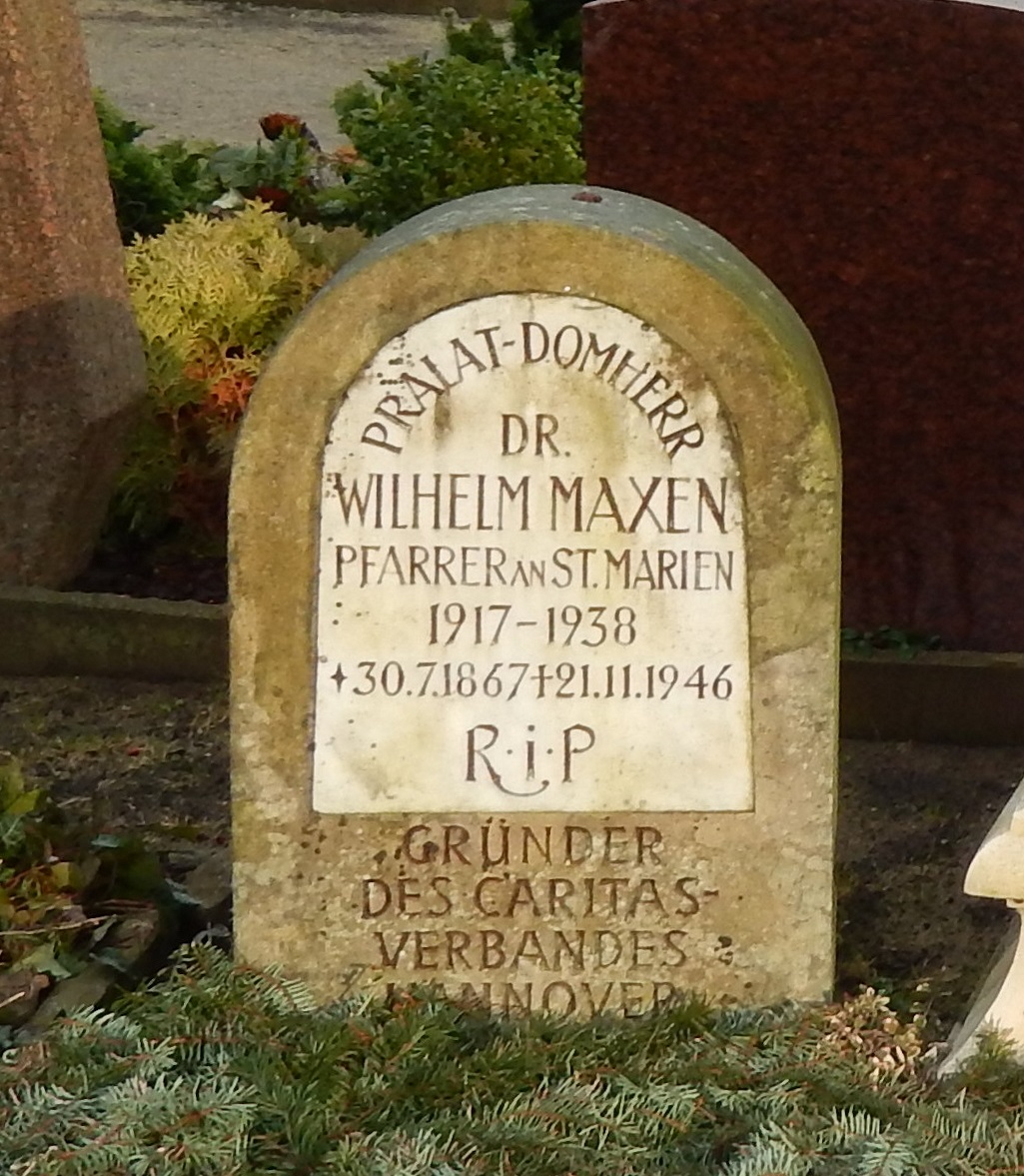
Grabstein Maxens auf dem Neuen St.-Nikolai-Friedhof, Hannover

In der Verfassunggebenden Preußischen Landesversammlung vertrat er die Zentrumsfraktion im seit dem 28. Februar 1920 bestehenden Ausschuss für die Bevölkerungspolitik. Am 10. September 1920 legte er seinen Wahlauftrag in der Preußischen Landesversammlung nieder. Aus dem Reichstag schied er am 1. Dezember 1921 vorzeitig aus. 1936 wurde er Ehrendomherr und Domkapitular. Bei den hannoverschen KV-Verbindungen AV Gothia und AV Grotenburg war er Ehrenphilister.
Sein Grab ist auf dem Neuen St.-Nikolai-Friedhof in Hannover.